# Крстулович, Вицко
Вицко Крстулович (сербохорв. Vicko Krstulović, Вицко Крстуловић, 27 апреля 1905, Сплит — 28 сентября 1988, там же) — югославский хорватский военный, государственный и политический деятель. Участник Народно-освободительной борьбы, Народный герой Югославии. Председатель Президиума Сабора Социалистической Республики Хорватии в 1952—1953 годах.

## Биография

### Довоенная биография
Вицко Крстулович родился 27 апреля 1905 года в Сплитском районе Вели Варош. Не имея средств для продолжения образования, после окончания начальной школы Крстулович занялся физическим трудом — работал на строительстве дорог, карьеров, заводов, верфей. Молодой рабочий вступил в Союз коммунистической молодёжи Югославии, а в 1922 году — в Коммунистическую партию Королевства сербов, хорватов и словенцев. В 1924 году включён в состав местного комитета Союза коммунистической молодёжи, а в 1929 году был избран секретарём этого комитета.
В июле 1929 года Вицко Крстулович и члены его семьи (родители, две сестры и брат) были арестованы за незаконную политическую деятельность. С формулировкой «за коммунистическую деятельность» был приговорён к двум годам лишения свободы. Крстулович был освобождён в августе 1931 года, но в марте 1933-го был вновь арестован и провёл в тюрьме пять месяцев.
В 1936 году был избран членом ЦК Далматинского отделения Коммунистической партии. 21 апреля 1937 года он был арестован в третий раз и пробыл в тюрьме до ноября того же года. В 1937 году Коммунистическую партию Югославии возглавил Иосип Броз Тито, который провёл реорганизацию партийных организаций Далмации. В первой половине 1939 года был сформирован новый местный комитет Коммунистической партии Хорватии в Далмации, секретарём которого был избран Крстулович.

### Народно-освободительная борьба
В результате Югославской операции Югославия была оккупирована и на части её территории провозглашено усташское Независимое государство Хорватия. Вицко Крстулович был в это время секретарём местного комитета Коммунистической партии Хорватии по Далмации и членом ЦК Коммунистической партии Югославии и Коммунистической партии Хорватии. Он вёл работу по расширению Народно-освободительного движения и руководил подготовкой восстания в Далмации. В сентябре 1941 года он стал первым командиром Динарского партизанского отряда, который постепенно занял лидирующее положение в партизанском движении. В апреле 1942 года Крстулович был назначен командиром четвёртой оперативной зоны Хорватии. Во второй половине июля 1942 года Крстулович принял участие в встрече с членом Верховного штаба Национально-освободительного движения и Верховным главнокомандующим Иосипом Броз Тито на горе Цинцар. Были поставлены задачи по развитию Народно-освободительной борьбе в Далмации.

### Послевоенная карьера
В декабре 1944 года был избран комиссаром промышленности и торговли Земельного антифашистского вече народного освобождения Хорватии, а 14 апреля 1945 года — министром внутренних дел первого правительства Федеративной Демократической Хорватии, образованной в Сплите. С января 1946 года занимал пост министра труда и министра по морским делам в правительстве Югославии, а в апреле 1951 года стал председателем Регионального народного комитета Далмации и секретарём райкома партии в Далмации. В феврале 1952 года был избран председателем Президиума Национальной Ассамблеи Хорватии. В то время это был высший пост в республике. Через год, в феврале 1953 года, стал членом Союзного исполнительного совета.
В 1954—1959 годах Крстулович был председателем хорватского Сабора, а в 1963—1967 годах — председателем бюджетного комитета в Союзной скупщине.
Вицко Крстулович умер 28 сентября 1988 года в Сплите. По его просьбе сын Владимир передал его документы, фотографии, медали, переписку, рассказы и воспоминания в исторический архив Белграда. Переданные материалы составили «Наследие Вицко Крстуловича».

## Награды
- Орден Народного героя (23 июля 1952)